# Eclipse solar del 3 de enero de 1927

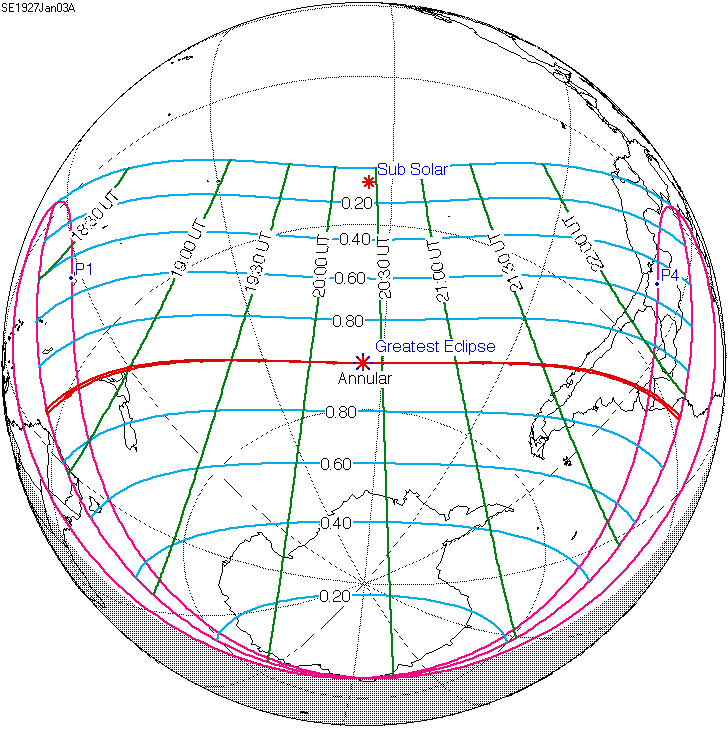
Zonas geográficas donde pudo visualizarse el eclipse.

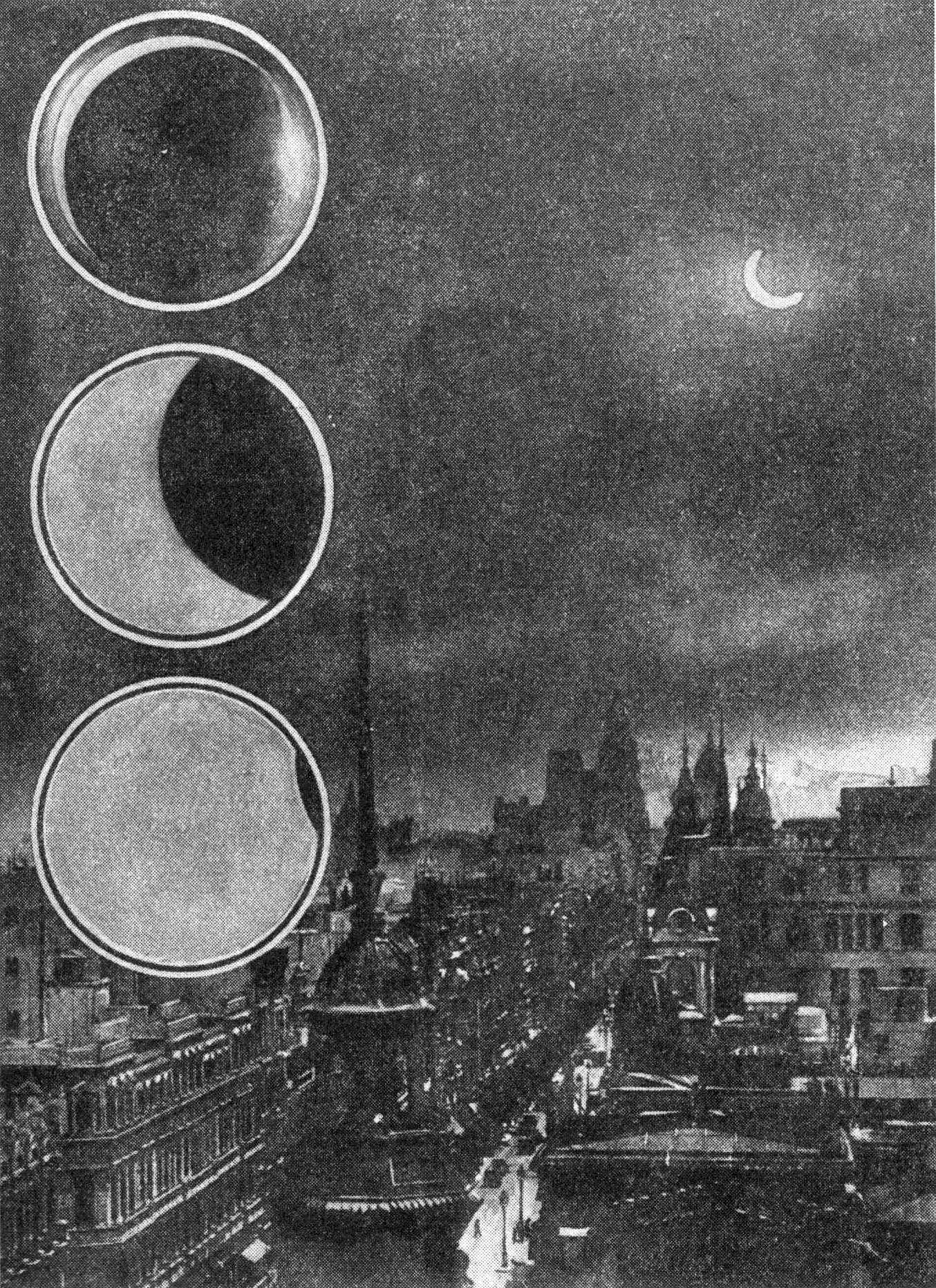
Vista del eclipse desde Buenos Aires.

Un eclipse solar anular se produjo el 3 de enero de 1927. Este tipo de eclipses solares ocurre cuando la Luna pasa entre la Tierra y el Sol, con lo que, la imagen del Sol queda total o parcialmente oscurecida para un observador en la Tierra. Un eclipse solar anular se produce cuando el diámetro aparente de la Luna es más pequeño que el Sol, bloqueando la mayor parte de la luz solar y provocando que este último se vea como un anillo.